# Timișoara
Timișoara [timiˈʃo̯ara] (fil) (ungerska: Temesvár), (serbokroatiska: Темишвар/Temišvar) är en stad i västra Rumänien belägen cirka 40 kilometer från den ungerska och serbiska gränsen. Den är administrativ huvudort för județet Timiș och hade enligt folkräkningen i oktober 2011 319 279 invånare, vilket gör den till landets vid tidpunkten näst folkrikaste stad.
Timișoara har ett universitet, och staden, som är en stor industristad med bland annat en ungersktalande minoritet, har såväl en katolsk katedral som en ortodox domkyrka.
Timișoara är också den plats i Rumänien som ses som startpunkten för den rumänska revolutionen 1989, då Rumäniens diktator Nicolae Ceaușescu störtades och avrättades. En demonstration mot diktatorn ägde rum i staden den 16 december 1989, vilket medförde att Ceaușescus fruktade och hatade specialstyrkor Securitate dödade mer än 100 personer i demonstrationen. Det fick till följd att rumänska folket upprördes, och den 21 december demonstrerade man mot Ceaușescu i Bukarest. Detta ledde så småningom till att han blev avrättad den 25 december 1989. Massakern i Timișoara är omtvistad. Det sägs att stadens bårhus och även kyrkogårdar fick släppa till synliga bevis för massakern. Mycket rörde sig under ytan vid den här tiden. Kommunismen föll visserligen av egen kraft, men man såg till att fallet blev så kraftigt som möjligt.
Simmaren och skådespelaren Johnny Weissmuller var född i Timișoara. Skådespelaren Bela Lugosi (känd för sin roll som Dracula) föddes i den närbelägna lilla staden Lugoj.